# Света Петка (Маняк)
Вижте пояснителната страница за други значения на Света Петка.
„Света Петка“ или „Света Параскева“ (на гръцки: Αγίας Παρασκευής) е православна църква в костурското село Маняк (Маняки), Егейска Македония, Гърция. Храмът е енорийски на Костурската епархия.
Църквата е гробищен храм, разположен на километър южно от селото. В XIX век чифликът Маняк е бил известен в цяло Костурско със смятаното за лечебно аязмо, разположено до църквата. Според местни предания на нейно място имало манастир, затова селото носи името Маняк. На 25 юли стар стил манячени и жителите на околните села се черкували в храма.
- Икони от църквата
- „Свети Трима Йерарси“, XIX век
- „Свети Модест“
- „Иисус Христос Велик Архиерей“, XIX век
- „Исус Христос - Светлината на света“, XIX век